# Siegfried Fink
Siegfried Fink (né le 8 février 1928 à Zerbst, mort le 3 mai 2006 à Wurtzbourg) est un percussionniste et compositeur allemand.

## Biographie
Siegfried Fink étudie de 1948 à 1951 à la Hochschule für Musik Franz Liszt Weimar, les tymbales et percussions auprès d'Alfred Wagner et la composition auprès de Helmut Riethmueller. Il obtient des postes de percussionniste et de professeur à Weimar, Magdebourg, Hanovre, Lübeck. Il arrive à Würzburg en 1965 comme instrumentiste puis intègre la nouvelle école, l'École supérieure de musique de Wurtzbourg (de).
Il développe ici son intérêt pour les percussions du monde entier. Au cours de ses trente années de travaux universitaires, plus d'une centaine d'étudiants du monde entier viennent suivre ses cours. Il crée une nouvelle méthode d'apprentissage des percussions et acquiert une grande réputation.
Il accroît la publication de disques consacrés seulement aux percussions. Il développe l'enseignement des percussions au sein des conservatoires, collabore avec les fabricants d'instruments et des institutions éducatives comme la mise en place d'un cursus de musicothérapie à Heidelberg.
À travers plus de 160 œuvres d'avant-garde, il établit de nouvelles normes dans le domaine de l'étude et de la littérature de concert. Le point important de son travail est l'émancipation du timbre et de la structure rythmique. Ses compositions de percussions en solo ou en ensemble va de la musique de chambre à la musique de danse ou de film.